# Campo gravitazionale
In fisica, il campo gravitazionale è il campo associato all'interazione gravitazionale.
In meccanica classica, il campo gravitazionale è trattato come un campo di forze conservativo. Secondo la relatività generale esso è espressione della curvatura dello spazio-tempo creata dalla presenza di massa o energia (quindi la forza di gravità sarebbe una forza apparente) ed è rappresentato matematicamente da un tensore metrico legato allo spazio-tempo curvo attraverso il tensore di Riemann. 
Il campo gravitazionale generato dalla Terra, ad esempio, in prossimità della superficie terrestre assume valori prossimi a 9,8 m·s-2 e per convenzione tale valore si adotta come riferimento per l'accelerazione di gravità.

## Definizione newtoniana

Rappresentazione del campo gravitazionale tra la Terra e la Luna.

L'accelerazione di gravità in una stanza (la curvatura terrestre è trascurabile e quindi il vettore è costante e diretto verso il basso).

Il campo gravitazionale è un campo di forze conservativo. Il vettore del campo gravitazionale generato nel punto {\displaystyle \mathbf {r} } nello spazio dalla presenza di una massa nel punto {\displaystyle \mathbf {O} ,} origine del riferimento, è definito come:
{\displaystyle \mathbf {g} (\mathbf {r} )=-GM{\frac {\mathbf {r} }{r^{3}}}\,,}
dove {\displaystyle G} è la costante di gravitazione universale e {\displaystyle M} la massa. È quindi possibile esprimere la forza esercitata sul corpo di massa m come:
{\displaystyle \mathbf {F} (\mathbf {r} )=m\mathbf {g} (\mathbf {r} )\,.}
L'unità di misura del campo gravitazionale nel Sistema internazionale è:
{\displaystyle {\big [}{g}{\big ]}=\left[{\frac {\mathrm {N} }{\mathrm {kg} }}\right]=\left[{\frac {\mathrm {m} }{\mathrm {s} ^{2}}}\right]}
dove {\displaystyle g=\|\mathbf {g} \|} è il modulo di {\displaystyle \mathbf {g} }.
Il campo gravitazionale è descritto dal potenziale gravitazionale, definito come il valore dell'energia gravitazionale rilevato da una massa posta in un punto dello spazio per unità di massa. L'energia gravitazionale della massa è il livello di energia che la massa possiede a causa della sua posizione all'interno del campo gravitazionale; pertanto il potenziale gravitazionale della massa è il rapporto tra l'energia gravitazionale e il valore della massa stessa, cioè: 
{\displaystyle \operatorname {V} ={\frac {U}{M}}\,.}
Essendo il campo gravitazionale conservativo, è sempre possibile definire una funzione scalare V il cui gradiente, cambiato di segno, coincida con il campo:
{\displaystyle \mathbf {g} (\mathbf {r} )=-\nabla V\,.}
Per ogni campo gravitazionale è possibile definire delle superfici ortogonali al campo in ogni punto dello spazio, dette superfici equipotenziali. Il significato fisico di queste superfici è chiaro se si considera il lavoro della forza di gravità lungo un cammino appartenente alla superficie: dato che lo spostamento è punto per punto ortogonale alla forza, il lavoro lungo questo cammino è nullo. Ciò vuol dire che masse uguali sulla stessa superficie equipotenziale hanno la stessa energia potenziale. Per esempio, nel caso di una sorgente sferica, le superfici equipotenziali sono sfere concentriche e le linee di flusso sono l'insieme delle semirette entranti nel centro delle sfere.
Indicato il campo gravitazionale come {\displaystyle {\bf {x}}\,\mapsto {\frac {\bf {x}}{\|{\bf {x}}\|^{3}}},} a meno di fattori moltiplicativi e traslazionali, con {\displaystyle {\bf {x}}={\big (}x_{1},x_{2},x_{3}{\big )}} vettore posizione, si osserva che la sua divergenza in tre dimensioni è nulla. Infatti:
{\displaystyle \nabla \cdot {\frac {\bf {x}}{\|{\bf {x}}\|^{3}}}=\sum _{k=1}^{3}{\frac {\partial }{\partial x_{k}}}\left({\frac {x_{k}}{\|{\bf {x}}\|^{3}}}\right)=\sum _{k=1}^{3}{\frac {\|{\bf {x}}\|^{3}-x_{k}3\|{\bf {x}}\|^{2}\displaystyle {\frac {x_{k}}{\|{\bf {x}}\|}}}{\|{\bf {x}}\|^{6}}}=\sum _{k=1}^{3}\left({\frac {1}{\|{\bf {x}}\|^{3}}}-{\frac {3x_{k}^{2}}{\|{\bf {x}}\|^{5}}}\right)={\frac {3}{\|{\bf {x}}\|^{3}}}-{\frac {3{\big (}x_{1}^{2}+x_{2}^{2}+x_{3}^{2}{\big )}}{\|{\bf {x}}\|^{5}}}=0\,.}

## Definizione einsteiniana
Il campo gravitazionale assume nell'ambito della teoria della relatività generale di Einstein una struttura molto più complessa. Esso rappresenta la differenza tra il tensore metrico dello spazio-tempo e il tensore metrico dello spazio-tempo piatto, o spazio-tempo di Minkowski. La deformazione dello spazio-tempo data dal campo gravitazionale viene talvolta rappresentata graficamente come la deformazione di un materasso, o di un telo elastico, ad opera di una palla pesante posta su di esso: qui lo spazio-tempo piatto è rappresentato dal telo perfettamente teso e, appunto, piatto.
Il tensore metrico dello spazio-tempo deformato dalla presenza di masse, oppure semplicemente energia, viene calcolato attraverso l'equazione di campo di Einstein:
{\displaystyle R_{\mu \nu }-{\frac {1}{2}}g_{\mu \nu }R={\frac {8\pi G}{c^{4}}}T_{\mu \nu }}
dove {\displaystyle g_{\mu \nu }} è il tensore metrico, {\displaystyle R} e {\displaystyle R_{\mu \nu }} sono rispettivamente la curvatura scalare e il Tensore di Ricci, ottenuti come contrazione dal Tensore di Riemann (legato alle derivate del tensore metrico);  {\displaystyle G} è la costante di gravitazione universale e {\displaystyle T_{\mu \nu }} denota il Tensore energia impulso, che rappresenta densità e flusso di materia ed energia (non gravitazionale) in ciascun punto dello spazio-tempo.